# Arachnodes tibialis
Arachnodes tibialis là một loài bọ cánh cứng trong họ Bọ hung (Scarabaeidae).